# Lijst van golfbanen in België
Dit is een lijst van golfbanen in België.
De lijst vermeldt ook drivingranges en golfscholen. Alle zijn per provincie opgenomen: Antwerpen, Brussel, Henegouwen, Limburg, Luik, Luxemburg, Namen, Oost-Vlaanderen, Vlaams-Brabant, Waals-Brabant en West-Vlaanderen. Zij zijn lid van de Koninklijke Belgische Golf Federatie.

## Lijst
| Naam                                               | Regio           | Holes        | Opgericht |
| -------------------------------------------------- | --------------- | ------------ | --------- |
| Royal Antwerp Golf Club                            | Antwerpen       | 27           | 1888      |
| Antwerp Golfschool                                 | Antwerpen       | 6 par3       |           |
| Brasschaat Open Golf & Country Club                | Antwerpen       | 9 + 9 par3   | 1981      |
| Bossenstein Golf en Polo Club                      | Antwerpen       | 18 + 9       | 1987      |
| Cleydael Golf & Country Club                       | Antwerpen       | 18           |           |
| Drie Eycken Golf                                   | Antwerpen       | 9            |           |
| Dragon Golf Bornem                                 | Antwerpen       | 6 par3       |           |
| Kempense Golf Club                                 | Antwerpen       | 18           |           |
| Lilse Golf & Country                               | Antwerpen       | 9            |           |
| Golf Club Nuclea Mol                               | Antwerpen       | 9            |           |
| Golfcentrum Puurs                                  | Antwerpen       | 9            |           |
| Grevenbroek                                        | Antwerpen       | 9            |           |
| Antwerp International Golf & Country Club Rinkven  | Antwerpen       | 36           | 1981      |
| Steenhoven Country Club                            | Antwerpen       | 18 + 6 par3  | 1987      |
| Ternesse Golf & Country Club                       | Antwerpen       | 27           | 1976      |
| Golf Club De Wijnvelden                            | Antwerpen       | 9            | 2003      |
| Witbos Golfclub                                    | Antwerpen       | 18           |           |
| Royal Amicale Anderlecht Golf Club                 | Brussel         | 18           | 1988      |
| Brussels Golf Club Academy and Training Center     | Brussel         | Drivingrange | 1989      |
| Club de Golf des Communaités Européenes (C.G.C.E.) | Brussel         | n.v.t.       |           |
| Royal Golf Club du Hainaut                         | Hainaut         | 27           | 1981      |
| Golf du Mont Garni                                 | Hainaut         | 18           | 1987      |
| Golf Club de Pierpont                              | Hainaut         | 18           |           |
| Golf Club Enghien                                  | Hainaut         | 18           |           |
| Spiegelven Golfclub                                | Limburg         | 18 + 9 par3  | 1988      |
| Flanders Nippon Golf                               | Limburg         | 27           |           |
| Limburg Golf & Country Club                        | Limburg         | 18           | 1966      |
| Millennium Golf                                    | Limburg         | 18 + 9 par3  | 1998      |
| Avernas Golf Club                                  | Luik            | 9            |           |
| Golf Club de Liège-Bernalmont                      | Luik            | 9            |           |
| Royal Golf Club des Fagnes                         | Luik            | 18           | 1930      |
| International Gomzé Golf Club                      | Luik            | 18           | 1986      |
| Golf du Haras                                      | Luik            | 9            | 2008      |
| Golf & Country Club Henri-Chapelle                 | Luik            | 27           | 1988      |
| Golf Club Mergelhof                                | Luik            | 18           |           |
| Royal Golf Club Sart-Tilman                        | Luik            | 18           | 1939      |
| Golf Découverte                                    | Luxemburg       | 6            |           |
| Golf de Durbuy                                     | Luxemburg       | 18 + 9par3   | 1991      |
| Golf Club d'Andenne                                | Namen           | 9            |           |
| Royal Golf Club Château Royal d'Ardenne            | Namen           | 18           | 1992      |
| Club Bertransart                                   | Namen           | Drivingrange |           |
| Golf de Falnuée                                    | Namen           | 18           |           |
| Five Nations Golf Club                             | Namen           | 18 + 3       | 1990      |
| Florennes Avia Golf Club                           | Namen           | 9            |           |
| Golf de Rougemont                                  | Namen           | 18           |           |
| Golfclub Beveren                                   | Oost-Vlaanderen | 9            |           |
| Golfclub Lanaken                                   | Limburg         | 27 + PAR3    | 2013      |
| Executive Club Private Golf Zwijnaarde             | Oost-Vlaanderen | 9 par3       |           |
| Golfschool Gent                                    | Oost-Vlaanderen | 6 par3       |           |
| Golf Puyenbroeck                                   | Oost-Vlaanderen | 9            | 2004      |
| Golf Club Krokkebaas                               | Oost-Vlaanderen | 9 par 3      |           |
| Royal Golf Club Oudenaarde                         | Oost-Vlaanderen | 36           | 1888      |
| Golf Club De Kluizen                               | Oost-Vlaanderen | 9            | 2002      |
| Royal Latem Golf Club                              | Oost-Vlaanderen | 18           | 1909      |
| WaseGolf                                           | Oost-Vlaanderen | 6            | 2017      |
| Golf Club Kampenhout                               | Vlaams-Brabant  | 18           |           |
| Brabantse Golf (Melsbroek)                         | Vlaams-Brabant  | 18           | 1985      |
| Keerbergen Golfclub                                | Vlaams-Brabant  | 18           | 1968      |
| Golf The National                                  | Vlaams-Brabant  | 18 + 9 par3  | 2016      |
| Koninklijke Golfclub van België                    | Vlaams-Brabant  | 27           | 1906      |
| Steenpoelgolf Club & School                        | Vlaams-Brabant  | 9            | 1986      |
| Golf Park Tervuren                                 | Vlaams-Brabant  | 9            | 1972      |
| Golf du Château de la Bawette                      | Waals-Brabant   | 27           | 1988      |
| Golf du Bercuit                                    | Waals-Brabant   | 18           | 1965      |
| Golf de la Bruyère                                 | Waals-Brabant   | 18           | 1988      |
| L'Empereur                                         | Waals-Brabant   | 27           | 1989      |
| Golfstart Village                                  | Waals-Brabant   | Drivingrange |           |
| Golf Club d'Hulencourt                             | Waals-Brabant   | 18           | 1988      |
| Golf Club de Louvain-La-Neuve                      | Waals-Brabant   | 18           | 1988      |
| Golf de Rigenée                                    | Waals-Brabant   | 18           | 1982      |
| Golf 7 Fontaines                                   | Waals-Brabant   | 36           | 1977      |
| Golf Château de la Tournette                       | Waals-Brabant   | 36 + 9       | 1988      |
| Royal Waterloo Golf Club                           | Waals-Brabant   | 45           | 1923      |
| Royal Zoute Golf Club                              | West-Vlaanderen | 36           | 1909      |
| Damme Golf & Country Club                          | West-Vlaanderen | 27           | 1987      |
| Ieper Open Golf                                    | West-Vlaanderen | 18           | 1990      |
| Golf & Countryclub De Palingbeek                   | West-Vlaanderen | 18 + 4 par3  | 1990      |
| Koksijde Golf ter Hille                            | West-Vlaanderen | 18 + 9       | 2012      |
| Koninklijke Golf Club Oostende                     | West-Vlaanderen | 18           | 1903      |
| Waregem Golf Club                                  | West-Vlaanderen | 18           | 1988      |
| Wellington Golf Oostende                           | West-Vlaanderen | 9            | 2004      |
| Westgolf                                           | West-Vlaanderen | 6 + 3 par3   | 1995      |
| Winge Golf & Country Club                          | Vlaams-Brabant  | 18 + 3 par3  | 1988      |